# LG G Watch R
LG G Watch R (W110)是基於Android Wear的智慧型手錶。2014年10月25日由LG和Google共同發佈。 是繼Motorola Moto 360之後的第二款圓形手錶，也是第一款完全圓形的手錶。
LG G Watch R為前代LG G Watch的後繼機型。

## 硬體
LG G Watch R 具有IP67的防塵防水能力。預設採用了22mm的標準錶帶，用戶可以自行更換。手錶也搭載了1.2 GHz 四核心Qualcomm Snapdragon 400處理器、4GB內部儲存空間和512MB RAM。外殼由拉絲鋁與不鏽鋼組成，上方配有一個1.3吋的P-OLED螢幕。 支持透過藍牙連線到Android或iOS系統，而在後續的Android Wear版本中，官方已經提供WiFi連接，可以在不使用藍牙的情況下連接已配對的手機。內部還有氣壓計、加速計、陀螺儀和心率監測計。
在下方有麥克風，但是沒有揚聲器，無法用來撥打電話。

## 其他鏈接
- 官方网站